# غيت هانسن
غيت هانسن هي لاعبة كرة قدم دنماركية، ولدت في 21 سبتمبر 1961. شاركت مع منتخب الدنمارك لكرة القدم للسيدات.

## وصلات خارجية
- غيت هانسن على موقع الاتحاد الدولي (مؤرشف)  (الإنجليزية)
- غيت هانسن على موقع عالم كرة القدم.نت (الإنجليزية)